# Аллес, Гордон
Гордон Аллес (англ. Gordon Albert Alles, 26 ноября 1901, Калифорния — 21 января 1963) — американский химик и фармаколог, получивший известность благодаря синтезу и изучению амфетамина, вещества, ставшего основой для разработки стимуляторов центральной нервной системы. Его работы сыграли ключевую роль в развитии фармакологии, медицины и изучении психоактивных веществ.

## Биография и научная деятельность
Родился в 1901 году в Калифорнии, США. Получил высшее образование в Калифорнийском технологическом институте, где последовательно защитил степени бакалавра (1922), магистра (1924) и доктора философии по химии (1926).
Наибольшую известность Гордон Аллес получил благодаря открытию физиологических свойств амфетамина. В конце 1920-х годов, работая биохимиком в Южной Калифорнии, Аллес искал замену эфедрину — популярному тогда противоастматическому средству. В 1929 году впервые синтезировал амфетамин (фенилизопропиламин), изучая вещества для лечения астмы и респираторных заболеваний. 3 июня 1929 года Аллес провёл эксперимент, введя себе дозу амфетамина (примерно 50 мг) для оценки его действия. Помимо ожидаемого бронхорасширяющего эффекта, он отметил резкое повышение кровяного давления, сердцебиение и «чувство благополучия» (эйфорию). Таким образом, были впервые научно зафиксированы стимулирующие психоактивные свойства амфетамина. Дальнейшие испытания на пациентах показали, что как противоастматическое средство амфетамин недостаточно эффективен и вызывает побочные эффекты, при дозах, достаточных для облегчения симптомов астмы В 1929 году Аллес опубликовал первые клинические результаты применения амфетамина.
Гордон Аллес обнаружил, что амфетамин стимулирует центральную нервную систему, увеличивает бодрствование, снижает усталость и подавляет аппетит. В ходе исследований он также отметил его потенциальные терапевтические применения:
- Лечение астмы: первоначальная цель его работы.
- Психостимулятор: амфетамин был использован для лечения депрессии, нарколепсии и СДВГ.
- Военное применение: во время Второй мировой войны амфетамины использовались военными для повышения выносливости и концентрации.

Хотя амфетамин стал важным медицинским препаратом, его использование вызвало множество дискуссий. Побочные эффекты, высокий потенциал зависимости и неконтролируемое использование привели к введению строгих ограничений на его применение в большинстве стран.
В 1932 году Аллес запатентовал способы медицинского применения амфетамина. К 1934 году передал патенты фармацевтической компании «Smith, Kline & French» для массового выпуска препарата: на рынок вышли ингаляторы бензедрина и таблетки амфетамина, что привело к широкому использованию амфетаминов в медицине (от простуды и усталости до психиатрии).
Гордон Аллес внёс значительный вклад в фармакологию, несмотря на спорные аспекты его открытия. Он стал одним из первых учёных, исследовавших влияние химических веществ на поведение и психическое состояние человека, что послужило основой для дальнейших разработок в области психофармакологии.
В 1958 году Гордон Аллес пожертвовал $350 000 Калифорнийскому технологическому институту. Это позволило построить современную пятиэтажную лабораторию молекулярной биологии, названную в его честь — Gordon A. Alles Laboratory for Molecular Biology.
Умер 21 января 1963 года.